# Bolesława Lament

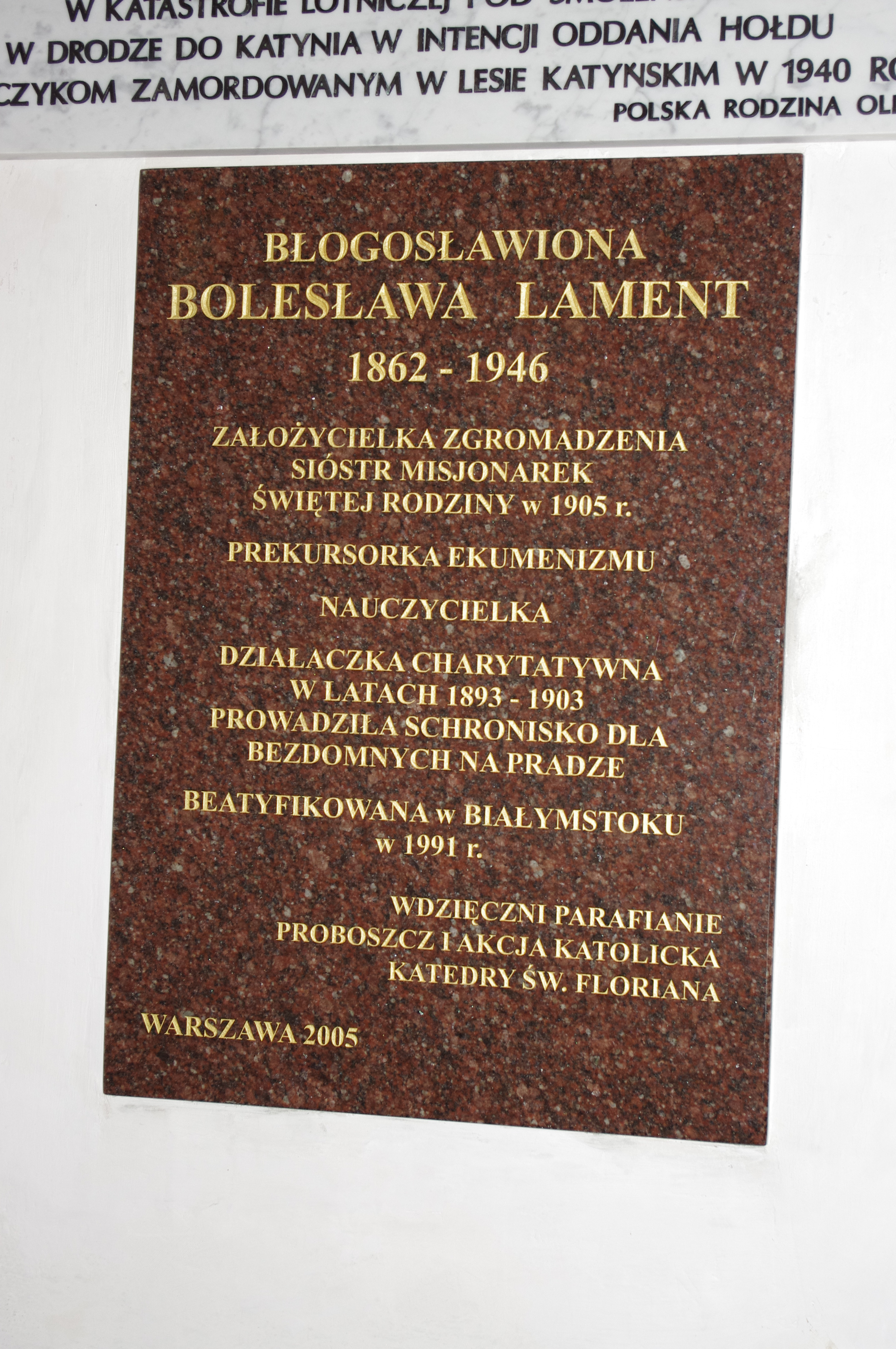
Tablica upamiętniająca Bolesławę Lament w bazylice katedralnej św. Michała i św. Floriana w Warszawie

Bolesława Maria Lament (ur. 3 lipca 1862 w Łowiczu, zm. 29 stycznia 1946 w Białymstoku) – polska zakonnica, założycielka Zgromadzenia Sióstr Misjonarek Świętej Rodziny, błogosławiona Kościoła katolickiego.

## Życiorys
Urodziła się 3 lipca 1862 w Łowiczu w rodzinie rzemieślniczej, jako pierwsza z ośmiorga dzieci Marcina Lament i Łucji z domu Cyganowskiej. Uczęszczała do rosyjskiego progimnazjum w Łowiczu, które ukończyła ze złotym medalem. Na życzenie rodziców zdobyła jeszcze w Warszawie kwalifikacje krawieckie i założyła (w Łowiczu) własny zakład, wykazując przy tym zdolności organizacyjne i przedsiębiorczość.
Mając 22 lata, wstąpiła do organizującego się w konspiracji bezhabitowego Zgromadzenia Rodziny Maryi. Pracowała na różnych placówkach zgromadzenia w Warszawie, Sankt Petersburgu, Odessie, Iłukszcie i Symferopolu na Krymie, pełniąc funkcje wychowawczyni i nauczycielki w szkołach podstawowych. Przed złożeniem profesji wieczystej, za radą spowiednika powróciła do domu rodzinnego w Łowiczu. Po śmierci ojca z całą rodziną przeniosła się do Warszawy, gdzie poświęciła się pracy społecznej – objęła kierownictwo domu noclegowego na Pradze, troszcząc się o zabezpieczenie materialne ludzi bezdomnych i o ich odnowę moralną.
W czasie jedenastoletniego pobytu w Warszawie zabiegała o rozwój swego życia wewnętrznego pod kierunkiem o. Honorata Koźmińskiego i za jego sugestią w 1903 r. udała się na Białoruś, do Mohylewa nad Dnieprem. Tam w 1905 r. założyła Zgromadzenie Sióstr Misjonarek Świętej Rodziny, którego celem jest wspomaganie dzieła zjednoczenia chrześcijan i umacnianie katolików w wierze.
W 1907 r. m. Bolesława ze wspólnotą przeniosła się do Petersburga, gdzie rozwinęła działalność oświatowo-wychowawczą. Troską otaczała młodzież, by uchronić ją przed utratą wiary i polskości. W 1913 r. poszerzyła działalność zgromadzenia na Finlandię, zakładając internat dla młodzieży żeńskiej w Wyborgu. Trudna sytuacja zgromadzenia po rewolucji październikowej w 1917 r. zmusiła Bolesławę do opuszczenia w 1921 r. Petersburga i powrotu do Polski. Po kilkumiesięcznym kierowaniu pracą sióstr na Wołyniu w 1922 r. założyła dom w Chełmnie na Pomorzu.
W latach 1925–1935 matka Bolesława przebywała w klasztorze w Ratowie koło Radzanowa. Z powodu osiągniętego wieku w 1935 r. zrzekła się obowiązków przełożonej generalnej. Decyzją nowej przełożonej Bolesława Lament została przeniesiona z Ratowa do Białegostoku, gdzie w ciągu czterech lat otworzyła dwa przedszkola, szkołę zawodową i gimnazjum. Z jej inicjatywy siostry objęły pracę w dwu internatach, w stołówce, domu noclegowym i otoczyły opieką więźniów.
Podczas II wojny światowej większość placówek Zgromadzenia zostało zlikwidowanych, a w tych, które pozostały matka Bolesława, jako przełożona, zmieniała formy pracy, dostosowując je do potrzeb czasu. Dla dzieci bezdomnych przeznaczyła jeden z domów Zgromadzenia w Białymstoku. Dzieliła się z nimi skromnymi zapasami domowymi. Zorganizowała też tajną szkołę polską, którą prowadziła pod pretekstem przygotowania dzieci do sakramentów. W 1941 r. m. Bolesława została sparaliżowana. Zmarła 29 stycznia 1946 w Białymstoku, przeżywszy 84 lata. Jej ciało przewieziono do klasztoru w Ratowie i pochowano w krypcie pod kościołem św. Antoniego.

## Proces beatyfikacji
Proces beatyfikacyjny matki Bolesławy został przeprowadzony w latach 1973–1991. 5 czerwca 1991 papież Jan Paweł II dokonał w Białymstoku beatyfikacji Bolesławy Lament, w czasie IV Pielgrzymki do Polski. W październiku 1991 r. relikwie błogosławionej Bolesławy zostały uroczyście przeniesione z Ratowa do nowo wybudowanego sanktuarium jej imienia, w Białymstoku przy ulicy Stołecznej 5.